# Kij (isola)
Kij (in russo Кий?) è un'isola del mar Bianco situata nella parte meridionale della baia dell'Onega. È l'isola maggiore dell'arcipelago Kijskij. Amministrativamente fa parte del Onežskij rajon dell'Oblast' di Arcangelo, nel Circondario federale nordoccidentale, in Russia.

## Geografia
L'isola, lunga 1 km e larga da 100 a 500 m, ha un'area di 0,384 km² ed è situata a 8 km dalla foce del fiume Onega e a 15 km dalla città di Onega. Un piccolo ponte a nord-ovest la collega all'adiacente isola Faresov (Фаресов остров), separata dallo stretto Perejma (пролив Перейма).
L'isola è composta da rocce di granito (anfibolite e gabbro delle formazioni dell'Archeano dello scudo baltico, risalente a 3,5 miliardi di anni).
A nord-ovest si trovano le isole Chedostrov (Хедостров) e Kondostrov.

## Storia

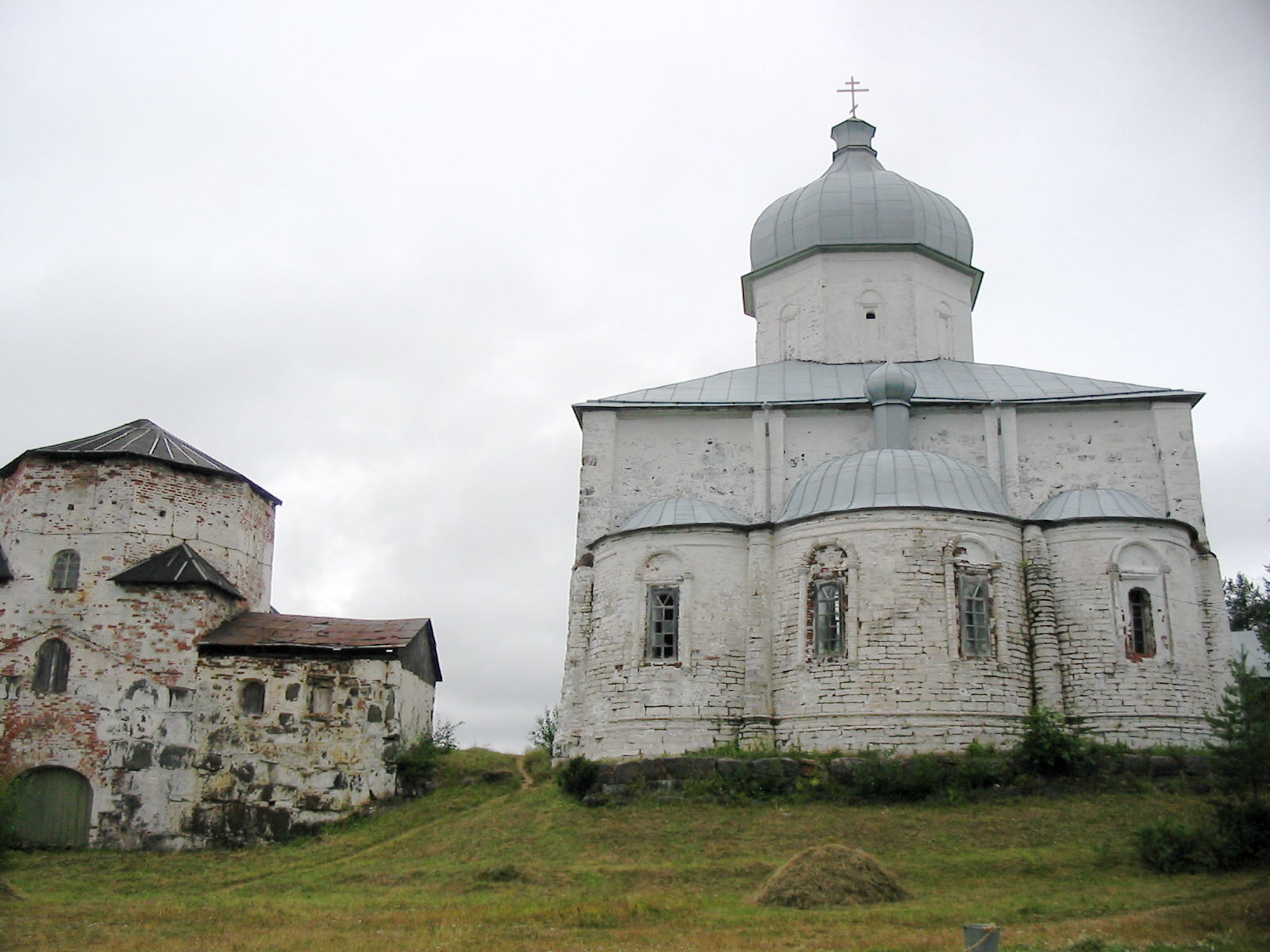
Il monastero e la chiesa dell'Esaltazione della Santa Croce

Sull'isola sorge il famoso il monastero della Croce (Кре́стный Кийский монасты́рь), che era stato fondato nel 1656 dal patriarca Nikon e che constava di vare strutture ed edifici tra cui la chiesa dell'Esaltazione della Santa Croce. 
La Royal Navy britannica saccheggiò l'isola durante la guerra di Crimea, il 9 luglio 1854. L'anno seguente il monastero fu danneggiato da un incendio ma il Santo Sinodo decise a favore del ripristino del complesso. Il monastero fu chiuso dopo la Rivoluzione d'ottobre (dopo il 1920).